# Engelskt country house

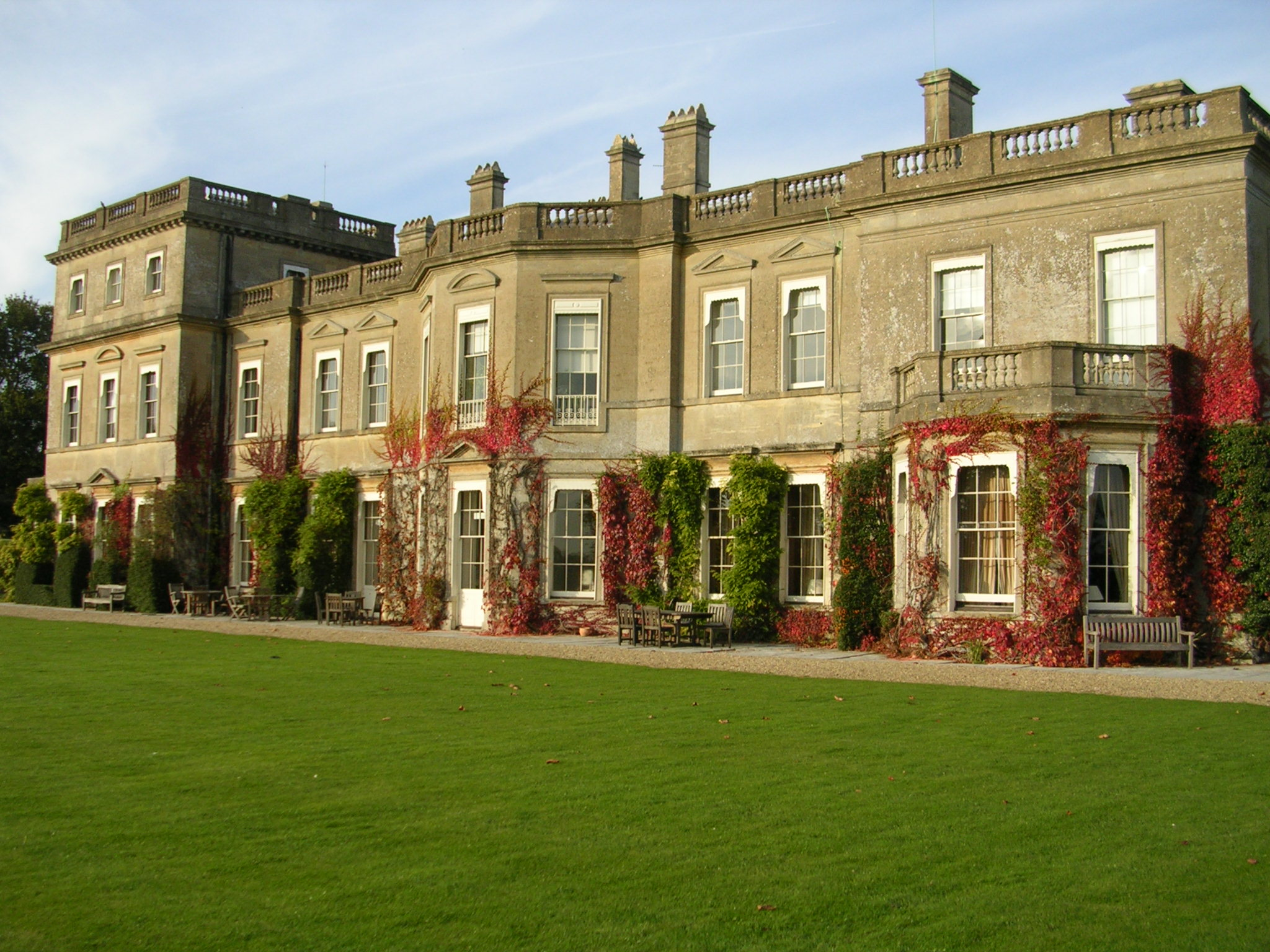
Engelskt country house

Ett engelskt country house är ett stort hus, herrgård eller slott på Englands landsbygd. Många av dessa ägdes ofta av personer som normalt bodde i London. Vissa av dem var dock åretruntbostäder för landed gentry-klassen. Dessa personer var viktiga inom Landed gentry-klassen i landsbygds-Storbritannien fram till Reform Act 1832. Från dessa hus sköttes även affärerna i Englands forntida län.
Eftersom personalantalet ofta var stort, var dessa ställen ofta stora arbetsgivare på landsbygden. Fram till 1870-talets jordbrukskris var det ofta deras ägor som gav inkomster till ägarna. Under slutet av 1800-talet och 1900-talet började systemet falla. Höjda skatter och första världskriget ledde till tusentals rivningar; de som kvarstod tvingades anpassa sig för att klara sig.
Medan en så kallad "château" eller ett "schloss" kan vara befäst eller obefäst, är ett country house vanligtvis obefäst. Om det är befäst benämns det ofta som castle.

## Historia

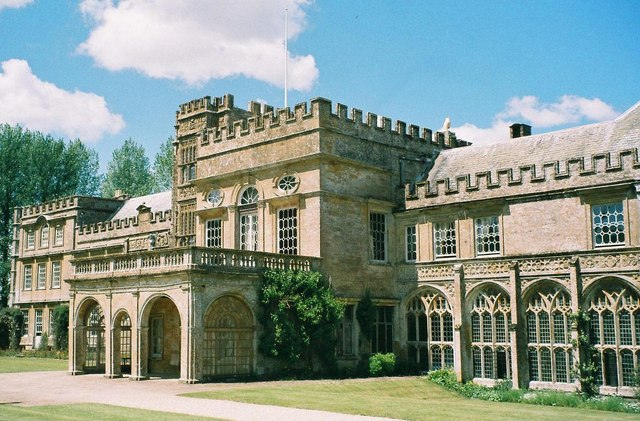
Forde Abbey. Många country houses utvecklades över flera sekler, vilket leder till blandade arkitekturstilar.

Englands country houses utvecklades under århundradenas lopp. Under Medeltiden var större hus ofta befästa, vilket speglade ägarnas ställning  som  feodalherrar. Tudorerans stabilitet ledde till att det för första gången byggdes flera obefästa större hus. Kung Henrik VIIIs upplösning av klostren ledde till att flera kyrkliga egendomar i stället övertogs av kungen, och han gjorde om många av dem till private country houses. Woburn Abbey, Forde Abbey samt flera herresäten med Abbey (abbotskloster) eller Priory (kloster) i namnet kan, som privata egendomar, ofta dateras till denna tid. Andra termer i namnen kan vara Palace (palats), Castle (slott), Court (gård), Hall, Mansion (herrgård), Park, House (hus), Manor och Place (ort).
Under andra halvan av Elizabeth I:s och hennes efter efterträdare Jakob I:s regeringstid började de första arkitekt-ritade herrgårdarna, som senare kommit att räknas som urtypen för Englands country houses, bli vanliga. Bland de mest kända var Burghley House, Longleat House och Hatfield House. Hatfield House var ett av de första hus i England som influerats av italianatisk arkitektur under renässansen, vilken slutligen sågs som slutet på en slotts-arkitektur med  "tinnar och torn" i gotisk stil. Under Karl I:s regeringstid hade Inigo Joness palladianism förändrat husens arkitektur helt. Trots att nygotiken kom, kom palladiansk stil, med ett kort avbrott för barocken, att dominera fram till sent 1700-tal då nyklassism med arkitekter som Robert Adam, influerad av den grekiska antiken, utmanade.
Vissa av Englands mest kända country houses skapades av en arkitekt vid en tidpunkt: Montacute House, Chatsworth House och Blenheim Palace är exempel. Medan Chatsworth House och Blenheim Palace blev hertig-palats, användes Montacute, fastän det byggdes av en Master of the Rolls åt Queen Elizabeth I, de kommande 400 åren fram till början av 1900-talet av hans ättlingar som inte hade ett townhouse i London, och inte av artistokratins folk.
Majoriteten av Englands mindre kända country houses ägdes dock av adeln och andra rika personer, och är resultatet av blandningen av en eller flera stilar med fasader och flyglar i olika stilar, ofta av lokala arkitekter. Ett exempel är Brympton d'Evercy i Somerset, ett hus med arkitektur från många olika personer, men som alla använder samma lokala Ham Hill-sten.
William Kent omdesignade Rousham House för att snabbt ge mer utrymme åt ägarens 12 barn. Canons Ashby, där poeten John Drydens familj bodde, är också ett exempel på detta: en medeltida mangårdsbyggnad, som förstorats under Tudoreran runt en borggård, fick storslaget tak under Stewartperiod och fick sedan georgianska fasader under 1700-talet. Allt består av flera stilar som smällter samman. Wilton House, ett av Englands större hus, är ett liknande exempel fastän familjen Dryden vid Canons Ashby anställde en lokal arkitekt, vid Wilton anställde earlen av Pembroke dåtidens mest ansedda arkitekter: först Holbein, 150 år senare Inigo Jones, och sedan James Wyatt följd av John Chambers. Alla använde de olika stilar. Denna blandning kritiserades ofta då, men har senare kommit att anses vara något som gör engelska country houses unika. Många menar att i många andra delar av världen hade få inom överklassen accepterat detta.

### I dag
Många tidigare country houses har blivit hotell, skolor, sjukhus, museum och fängelser, medan andra stått kvar som bevarade ruiner, men från början av 1900-talet och fram till tidigt 1970-tal, revs tusentals country houses. Av de hus som "överlevde" rivningen kom många senare att listas som historiskt värdefulla. Grad I och II kan bara drivas under statlig översyn och bara viss restaurering är tillåten. Det är dock dyrt, och ett läckande tak kan inte ersättas av vilket, billigare, tak som helst.

## Storlekar och typer
Det finns inga skrivna regler som skiljer mindre och större country houses åt; alla beskrivande termer, som kan omfatta bland annat slott, säger inte mycket och använts ofta bara på grund av historiska förknippningar med liknande byggnader. Begreppet palats används väldigt sällan i England, speciellt inte om ett country house, och då begreppet väl används kan det användas om ett ganska litet country house, som Eltham Palace med tidigare kunglig anknytning, men även större ställen som Blenheim Palace. Därför kan Englands country houses delas in efter förhållandena de byggdes under.